# Joe Fagan
Joe Fagan (ur. 12 marca 1921 w Liverpoolu, zm. 30 czerwca 2001 tamże) – angielski piłkarz i trener. Prowadząc Liverpool F.C. w latach 1983–1985 zdobył z nim Puchar Europy w 1984 roku. Był świadkiem tragedii na Heysel. Po tych wydarzeniach podał się do dymisji. Jego następcą został Kenny Dalglish.